# Christian Marques
Christian Fernandes Marques (Uster, 15 gennaio 2003) è un calciatore portoghese con cittadinanza svizzera, difensore del Tondela.

## Caratteristiche tecniche
È un difensore centrale.

## Carriera

### Club
Cresciuto nel settore giovanile del Grasshoppers, nel 2019 è stato acquistato dal Wolverhampton ed è stato assegnato alla formazione Under-18. L'11 marzo 2020 ha firmato il suo primo contratto professionistico ed il 2 settembre 2021, dopo aver prolungato ulteriormente il contratto, è stato ceduto in prestito al Belenenses SAD. Dopo soli sei mesi in cui non ha disputato alcun incontro è rientrato in Inghilterra dove ha terminato la stagione con l'Under-23.
Il 1º settembre 2022 è passato in prestito al Forest Green e cinque giorni dopo ha debuttato a livello professionistico nell'incontro vinto 2-1 contro l'Accrington Stanley. Nel gennaio del 2023 è rientrato anticipatamente a Wolverhampton, ed è stato di nuovo assegnato all'Under-23.
L'11 settembre 2023 è stato ceduto a titolo definitivo all'Yverdon.

### Nazionale
Ha giocato con le nazionali giovanili svizzere Under-15, Under-16 ed Under-17, prima di optare per la nazionalità portoghese, con cui ha giocato nell'Under-19, nell'Under-20 e nell'Under-21.

## Statistiche

### Presenze e reti nei club
Statistiche aggiornate all'8 febbraio 2025.
| Stagione        | Squadra         | Campionato      | Campionato | Campionato | Coppe nazionali | Coppe nazionali | Coppe nazionali | Coppe continentali | Coppe continentali | Coppe continentali | Altre coppe | Altre coppe | Altre coppe | Totale | Totale | Totale |
| Stagione        | Squadra         | Comp            | Pres       | Reti       | Comp            | Pres            | Reti            | Comp               | Pres               | Reti               | Comp        | Pres        | Reti        | Pres   | Reti   |        |
| --------------- | --------------- | --------------- | ---------- | ---------- | --------------- | --------------- | --------------- | ------------------ | ------------------ | ------------------ | ----------- | ----------- | ----------- | ------ | ------ | ------ |
| 2021-2022       | Belenenses SAD  | PL              | 0          | 0          | CP+CdL          | 0               | 0               | -                  | -                  | -                  | -           | -           | -           | 0      | 0      |        |
| 2022-2023       | Forest Green    | FL1             | 13         | 0          | FACup+CdL       | 0               | 0               | -                  | -                  | -                  | FLT         | 0           | 0           | 13     | 0      |        |
| 2023-2024       | Yverdon         | SL              | 15         | 0          | CS              | 0               | 0               | -                  | -                  | -                  | -           | -           | -           | 15     | 0      |        |
| 2024-2025       | Yverdon         | SL              | 22         | 0          | CS              | 3               | 0               | -                  | -                  | -                  | -           | -           | -           | 25     | 0      |        |
| Totale carriera | Totale carriera | Totale carriera | 50         | 0          |                 | 3               | 0               |                    | -                  | -                  |             | 0           | 0           | 53     | 0      |        |